# Gasversorgung Süddeutschland

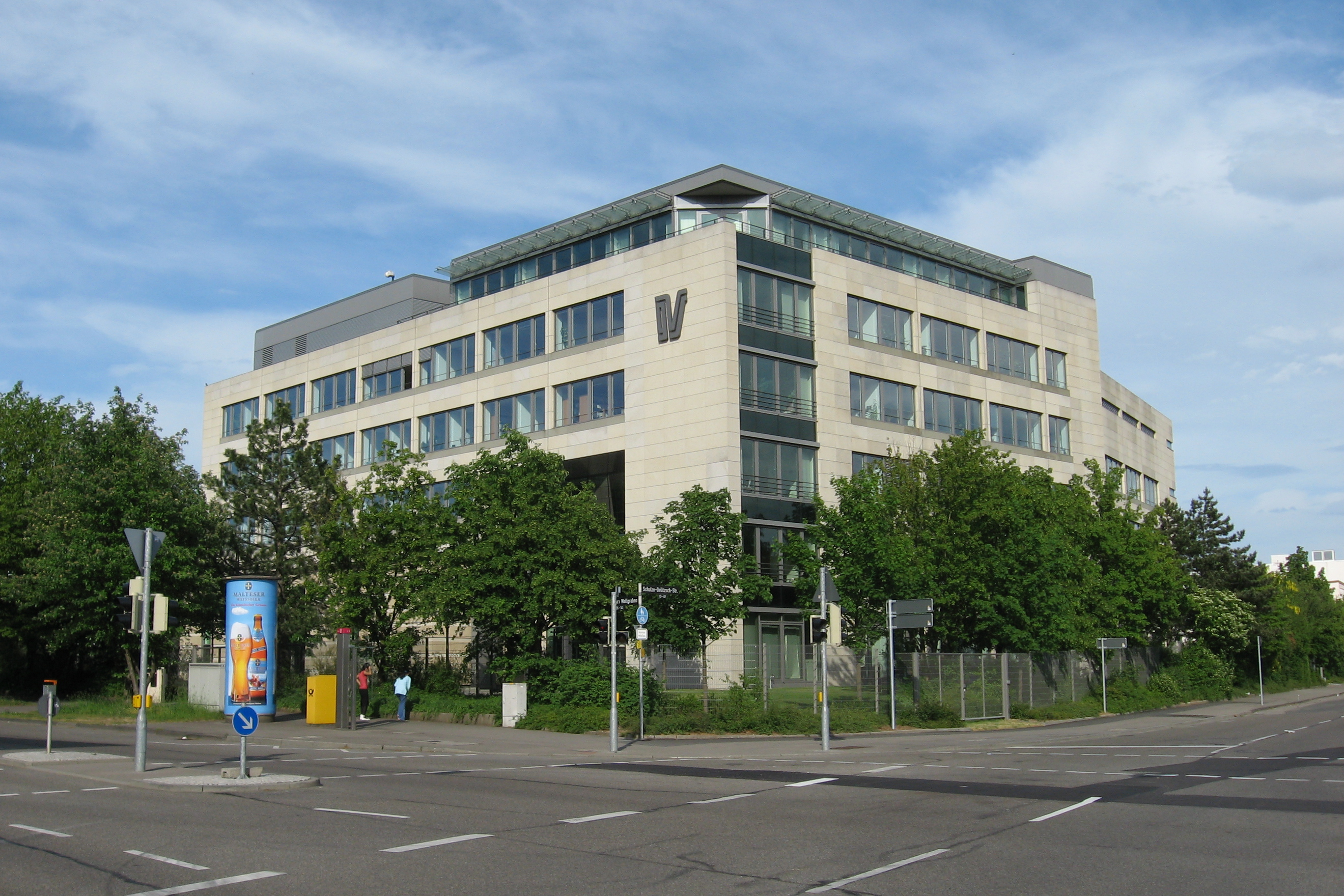
GVS-Zentrale in Stuttgart

Die Gasversorgung Süddeutschland GmbH (GVS) ist eine Erdgashandelsgesellschaft mit Sitz in Stuttgart. Seit 1961 versorgt sie Stadtwerke, regionale Gasversorger, Industriebetriebe und Kraftwerke im In- und Ausland mit Erdgas und Bio-Erdgas. 
Neben dem Vertrieb und Handel von Erdgas und Bio-Erdgas bietet die GVS u. a. auch Portfolio- und Bilanzkreismanagement an.
Im Geschäftsjahr 2012 belief sich die verkaufte Erdgasmenge auf 50,7 Mrd. kWh. Im Unternehmen arbeiten 85 Mitarbeiter. Alleiniger Gesellschafter ist seit 2014 die EnBW Energie Baden-Württemberg.

## Geschichte
Am 6. März 1961 gründeten die Städte Baden-Baden, Göppingen, Mannheim, Pforzheim, Reutlingen, Stuttgart und Ulm sowie die Südwestdeutsche Ferngas AG die GVS. Später kamen als Gesellschafter weitere Städte sowie das Land Baden-Württemberg hinzu. 2002 übernahm die EnBW Eni Verwaltungsgesellschaft mbH die Gesellschaftsanteile, die sich zu jeweils 50 % im Besitz von EnBW und Eni befand.
Um den gesetzlichen Entflechtungsanforderungen zu genügen, wurde 2007 der Betrieb des ca. 2000 km umfassenden Ferngasnetzes wurde an die damalige Tochter GVS Netz ausgelagert. Aufgrund der verschärften Anforderungen des 3. EU-Energiederegulierungspakets und des novellierten Energiewirtschaftsgesetzes befindet sich seit Sommer 2011 auch das Eigentum am Leitungsnetz bei der GVS Netz. Um den Netzbetreiber wie gesetzlich gefordert auch im Namen und Außenauftritt komplett von der GVS abzugrenzen, firmierte die GVS Netz zum 1. März 2012 zu Terranets BW um.
Mit Wirkung zum 6. August 2014 übernahm die EnBW Energie Baden-Württemberg AG den 50-prozentigen Anteil der Eni-Gruppe, Rom, an der EnBW Eni Verwaltungsgesellschaft mbH, Stuttgart. Die zuvor in EnBW Gas Verwaltungsgesellschaft mbH umfirmierte Beteiligungsgesellschaft wurde Ende 2014 auf die EnBW Energie Baden-Württemberg AG verschmolzen.
Im Januar 2017 brachte die GVS den E-Point auf den Markt. Auf dieser digitalen Plattform werden viele Angebote der GVS gebündelt und dem Kunden digital zur Verfügung gestellt. So kann mittels Click Services auf dem Spot- und Terminmarkt Erdgas und Strom gehandelt werden sowie Fahrpläne angefragt werden.